# Friedrich von Bülow (Feldzeugmeister)

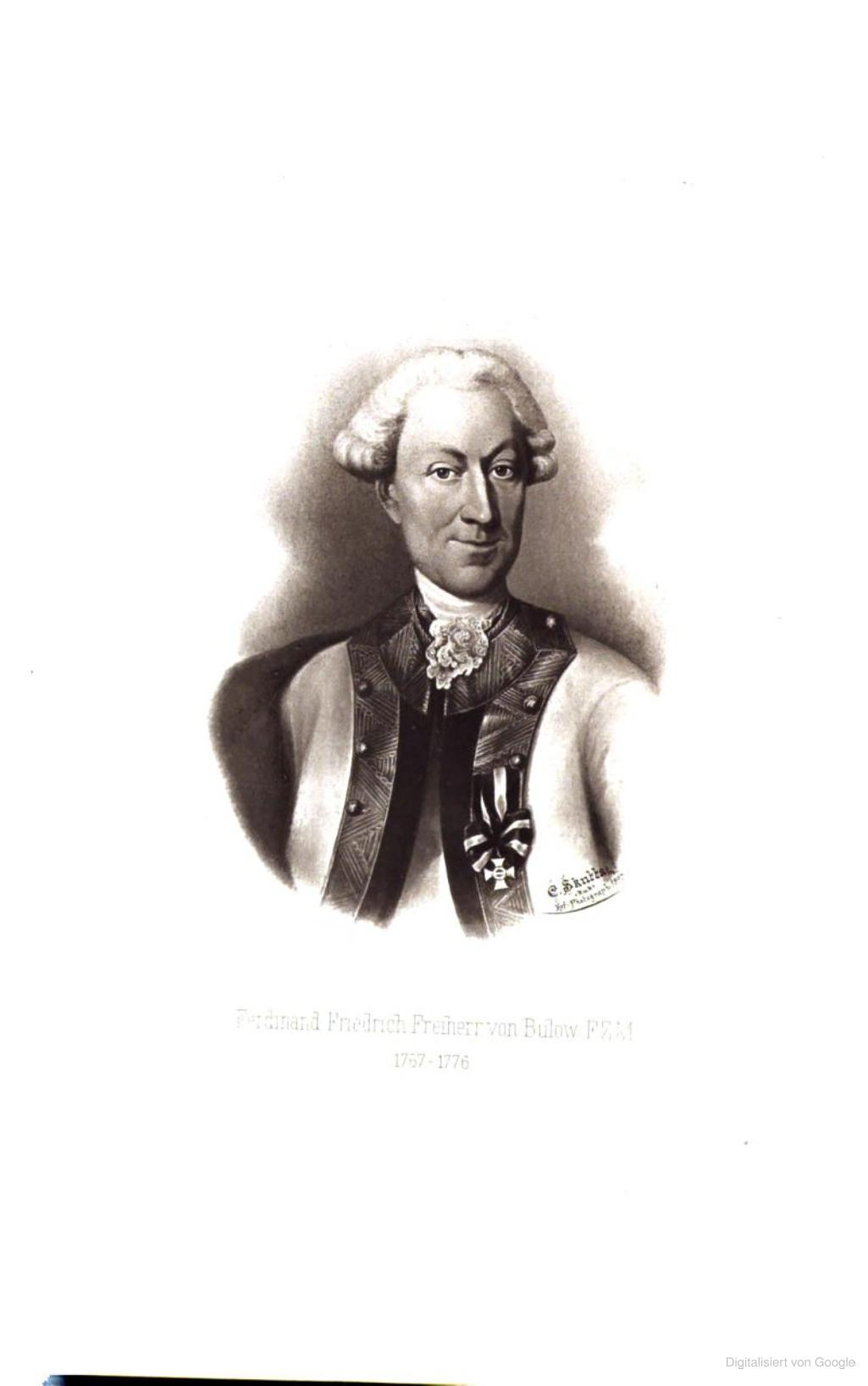
Friedrich von Bülow (1711–1776)

Friedrich Freiherr von Bülow (* 12. August 1711; † 19. Juni 1776 in Brüssel) war ein k.k. Feldzeugmeister, Kommandierender General in den Österreichisch-Niederlanden und Ritter des Maria-Theresia-Ordens.

## Leben

### Herkunft
Friedrich von Bülow entstammt der kurländischen Linie der Familie Bülow. Seine Eltern waren der sächsische Minister Friedrich Gotthard von Bülow (1688–1768) und dessen Ehefrau Anna Katharina, geborene von Fircks, verwitwete von Behr.

### Militärkarriere
Bülow ging 1733 in kaiserliche Dienste und kam in das Infanterie-Regiment No. 8 (Sachsen-Hildburghausen). Er kämpfte im 7. Türkenkrieg in der Schlacht bei Grocka mit viel Bravour, so dass er bereits am 6. August 1735 zum Hauptmann befördert wurde. Er zeichnete sich 1745 in Schlacht bei Pfaffenhofen so sehr aus, dass er unter Überspringen des Majorsdienstgrades gleich am 1. Oktober 1745 zum Oberstleutnant befördert wurde. Am 12. Mai 1751 wurde er Oberst im Regiment.
Im Siebenjährigen Krieg kämpfte er bei Lobositz, Prag und Breslau. Am 6. Januar 1758 wurde er zum Generalfeldwachtmeister befördert und für die Verteidigung von Liegnitz am 4. Dezember 1758 mit dem Maria-Theresia-Orden ausgezeichnet.
Nach dem Krieg wurde er am 30. April 1763 mit Rang vom 4. März 1759 zum Feldmarschallleutnant ernannt. Dann wurde er am 1. Mai 1773 mit Rang vom 17. Januar 1770 noch Feldzeugmeister und Wirklicher Geheimer Rat. Er kam als Kommandierender General nach Brüssel, wo er am 19. Juni 1776 unverheiratet starb.